# Áed Findliath
Áed mac Neíll (mort en 879), appelé Áed Findliath (Áed le guerrier loyal) pour le distinguer de son grand-père paternel Áed Oirdnide, fut le 9e roi d'Ailech et un haut-roi d'Irlande. Étant le fils de Niall Caille mac Áeda, il faisait partie des Uí Néill du nord, branche des Cenél nEógain.

## Contexte
Depuis la mort d'Áed Allán en 743 jusqu'au renversement de Mael Seachlainn II Mór par Brian Boru en 1002, la succession à la souveraineté suprême d'Irlande alternait entre les lignées nord et sud des Uí Néill, le nord étant représenté par les membres des Cenél nÉogain, la famille paternelle d'Áed, et le sud par le Clan Cholmáin, la famille de sa mère. Francis John Byrne décrit cette alternance comme « une convention fragile, objet d'une attention jalouse, plutôt qu'un accord amical ».
Durant le règne de Mael Seachnaill Ier mac Mael Ruanaid, qui avait succédé au père d'Áed comme haut-roi, l'équilibre des pouvoirs entre le nord et le sud, qui avait assuré l'alternance des successions, sembla pencher en faveur du méridional Clan Cholmáin. La faiblesse des rois de Munster, qui avait suivi la mort du puissant roi Feidlimid mac Crimthain en 847, incita Máel Sechnaill à attaquer régulièrement cette province dans les années 850, lui permettant d'obtenir la soumission de ses rois en 858. En 859, le royaume d'Osraige devint le sujet des Uí Néill, et cela conduisit à une guerre ouverte entre Máel Sechnaill et Áed.

## Ses origines
Áed était le fils de Niall Caille et de Gormlaith. Sa mère était appelée « Gormlaith au teint éblouissant » par le Banshenchas. Son grand-père maternel était Donnchad Midi, son grand-père paternel Áed Oirdnide. Son père, son oncle, Conchobar mac Donnchada, et ses deux grands-pères avaient été hauts-rois d'Irlande.
On connaît le nom de ses trois femmes, bien que l'ordre des mariages reste incertain. La première d'entre elles a peut-être été Gormlaith Rapach, « la Sévère », fille de Muiredach mac Echdach, roi de Munster. Le Banshenchas dit que Domnall mac Áeda était leur fils, et Eithne, qui se maria avec Flann Sinna, pouvait bien être leur fille. La seconde femme d'Áed, Land, sœur de Cerball mac Dúnlainge, roi d'Osraige, était la veuve de Máel Sechnaill mac Máele Ruanaid, son prédécesseur à la royauté suprême, et petit-fils de Donnchad Midi. Sa troisième femme fut Máel Muire, probablement la fille de Cináed mac Ailpín, le roi des Pictes de Grande-Bretagne. Elle était la mère de Niall Glúndub. À la mort d'Áed, elle se maria avec son successeur, Flann Sinna. Parmi les autres enfants d'Áed, on connaît un fils nommé Máel Dub, considéré comme un saint, et un autre, Máel Dúin, qui gouverna Ailech en tant qu'adjoint d'Áed, avant sa mort précoce en 867.

## Jeunesse
À la suite de la mort de Neill Caille en 845, l'oncle d'Áed, Máel Dúin mac Áeda, assuma la royauté d'Ailech. On ne sait pas exactement quand Áed lui succéda, mais c'était sans doute en 855. Cette année-là, il est fait mention d'Áed pour la première fois dans les annales, lorsque les Annales d'Ulster rapportent qu'il « fit une incursion chez les Ulaid, et qu'il laissa derrière lui les corps de Coinnecán, fils de Colmán, et de Flaithbertach, fils de Niall, ainsi qu'un très grand nombre d'autres ».
On présume que Flaithbertach était son propre frère, et que cette incursion était destinée à assurer sa position comme roi d'Ailech.
Áed vint au pouvoir à un moment critique de l'histoire de l'Irlande. Les raids des Vikings norvégiens duraient depuis un demi-siècle, et leurs colonies semblaient alors être devenues des établissements permanents, et non plus de simples bases pour les raids. Ils possédaient également des dirigeants efficaces en les personnes d'Amlaíb Conung et d'Ímar. Les annalistes de cette époque, aussi bien que les historiens modernes, les désignent à ce moment-là non plus comme des Vikings, des étrangers ou des païens, mais comme des Norvégiens-Irlandais ou des Norvégiens-Gaëls.
Áed Findliath a été considéré comme l'un des hauts-rois s'étant opposés le plus efficacement à l'expansion norvégienne en Irlande. Il gagna effectivement quelques batailles décisives contre les Norvégiens-Gaëls; la première victoire attestée fut obtenue en 856 à la bataille de Glenn Foichle, six ans avant qu'il ne devienne lui-même haut-roi. Le haut-roi régnant de cette période, Mael Sechnaill, semblait plus concerné par les luttes de pouvoir proprement irlandaises, particulièrement dans le Munster, que de combats contre les Norvégiens. Il est cependant mentionné une fois en 856 dans un combat contre les « païens », aidé par les Norvégiens-Gaëls. On peut interpréter cela comme une alliance des colons norvégiens et de la société irlandaise de souche contre des maraudeurs.
En 858, Máel Sechnaill réussit finalement à prendre le contrôle du Munster, et, en 859, il conclut un accord de paix avec Cerball mac Dúnlainge, roi d'Osraige, accord imposé par ce dernier, qui s'était allié avec Amlaíb et Ímar et avait ravagé Míde. Máel Sechnaill tourna alors son attention vers le nord, où le pouvoir grandissant d'Áed Findliath, à la tête des Uí Néill, était devenu une menace pour lui. En 860, il amena à Armagh une armée, composée d'éléments venant de toute l'Irlande du sud. Elle campait là, lorsque Áed Findliath l'attaqua. L'issue de cette bataille fut incertaine.
Ce fut alors à Áed Findliath de rechercher une alliance avec les Norvégiens de Dublin. En 861, ainsi qu'en 862, il pilla Mide avec la coopération des forces norvégiennes. En 862, il eut aussi l'aide de Flann mac Conaing, roi de Brega.

## Roi de Tara
Mael Seachnaill Ier mac Mael Ruanaid mourut le 20 novembre 862, et, à cette occasion, il fut qualifié par les Annales d'Ulster de ri h-Erenn uile, de roi de toute l'Irlande. Ce titre ne fut jamais attribué à Áed Findliath, ni lorsqu'il devint roi de Tara à la mort de Máel Sechnaill, ni même lorsqu'il figura parmi les hauts-rois d'Irlande. Sa royauté lui fut disputée tout au long de ses 17 années de règne, et il n'eut pas même le soutien des clans Uí Néill du sud. Les annales indiquent que la Fête de Taillten ne fut pas célébrée à six occasions pendant ces dix-sept années, ce qui est un clair indicateur de querelles et de troubles.
Lorsque Áed commença à régner, les Norvégiens de Dublin étaient devenus des alliés importants, bien que peu sûrs, dans la lutte pour le pouvoir au royaume de Mide. Lorcán mac Cathail, successeur de Máel Sechnaill à la tête du Clan Cholmáin et roi de Míde, s'était allié avec Amlaib, Ímar et Auisle contre Flann de Brega. Flann était un ancien allié de Dublin, et était toujours le plus important allié d'Áed du centre de l'Irlande. Lorcán et ses alliés norvégiens pillèrent Brega en 863, et, en 864, Conchobar mac Donnchada, roi de Lagore (sud Brega) et vraisemblablement un allié de Flann contre Lorcán, fut capturé et noyé près de Clonard sur les ordres d'Amlaib. Áed conduisit une armée contre Míde, captura Lorcán et le rendit aveugle.
Áed eut alors quelques victoires notables contre les Norvégiens, mais la principale raison de ses succès n'était probablement pas son génie militaire ni ses dons politiques. Il battit les Vikings à Lough Foyle en 866 et détruisit leurs installations. En 866, Amlaíb et Auslie quittèrent l'Irlande avec la plus grande partie des forces norvégiennes, et, en coopération avec les Norvégiens-Gaëls de l'actuelle Écosse, ils attaquèrent les Pictes. Áed profita de cette occasion pour piller et brûler toutes les bases norvégiennes, leurs longphorts du nord de l'Irlande.
En 868, Áed dut de nouveau faire face à une coalition formée par ses rivaux irlandais et des Norvégiens-Gaëls. Selon les Annales d'Ulster, il battit « les Uí Neíll de Brega, les Laigin, et une grande armée d'étrangers » lors d'une bataille dans un lieu appelé « Cell Ua nDaigri ». Flann de Brega y fut tué. Plus tard, cette bataille fut présentée comme une victoire décisive sur les Norvégiens. Amlaibh et Ímar continuèrent pourtant à être très actifs en Irlande pendant les années suivantes, leur puissance et leur ambition ne paraissant pas le moins du monde affaiblies. Il est sans doute plus juste de considérer cette bataille comme une victoire sur les Uí Neíll du sud et sur le Leinster. En 870, Áed exploita sa victoire de 868 pour envahir le Leinster avec l'aide de son nouvel allié Cerball d'Osraige. Il envahit de nouveau le Leinster en 874.
Áed Findliath mourut le 20 novembre 879, à Druim Inasclainn, sur le territore de Conaille. À cette occasion, il fut qualifié de « roi de Tara » (rex Temorie), même si, dans un poème évoqué par l'annaliste, il est appelé « sur-roi des Irlandais » (« airdri Gaidhel »). Il fut enterré à Armagh.

## Sources
- (en) Cet article est partiellement ou en totalité issu de l’article de Wikipédia en anglais intitulé « Áed Findliath » (voir la liste des auteurs), édition du 29 mai 2008.
- « The Annals of Ulster, volume 1 », CELT: Corpus of Electronic Texts (consulté le 10 février 2007)
- « Fragmentary Annals of Ireland », CELT: Corpus of Electronic Texts (consulté le 10 février 2007)
- (en) Francis John Byrne, Irish Kings and High-Kings., Londres, Batsford, 1973, 342 p. (ISBN 0-7134-5882-8)
- Benjamin T. Hudson, « Áed mac Néill (d. 879) », Oxford Dictionary of National Biography, Oxford University Press, 2004 (consulté le 15 février 2007)
- Donnchad Ó Corrain, « The Vikings in Scotland and Ireland in the Ninth Century », Peritia, vol 12, CELT: Corpus of Electronic Texts (consulté le 10 février 2007)
- Ó Cróinín, Dáibhí, Early Medieval Ireland : 400–1200., Londres, Longman, 1995 (ISBN 0-582-01565-0)
- (en) Dictionary of Irish Biography article de Darren McGettigan et de Ailbhe Mac Shamhrain, Aed Findliath